# 20-й кінно-козацький Павлоградський полк
20-й кінно-козацький Павлоградський полк — військова одиниця Армії УНР

## Створення
На початку грудня 1918 р. полк брав участь у боях з махновськими загонами та червоними військами на правобережній Україні. У боях з махновцями за Павлоград полк поніс відчутні втрати.
У середині грудня 1918-го полк — 35 мобілізованих старшин і всього 14 козаків на чолі з командиром полку полковником Олександром Булахом було перекинуто на Чернігівщину де він брав участь у боях з червоними військами.
12 січня 1919 рештки полку було відведено до Києва. Тут 15 січня полковника О. Д. Булаха було заарештовано за звинуваченням у симпатіях до білогвардійців, а сам полк — роззброєно.